# ウニオンレネン
ウニオンレネン（Union-Rennen）は、ドイツのケルン競馬場で行われる競馬の競走である。

## 歴史
この競走は1834年に設立された。ベルリン・テンペルホーフ空港となった場所にあるテンペルホーフ競馬場で開催されていた。当初は2400mで行われ、1837年には2800mに延長された。
1868年にホッペガルテン競馬場での施行に変更され、1888年に2200mに短縮された。第一次世界大戦後の一時期グリューネヴァルト競馬場で行われ、1920年代にホッペガルテン競馬場に戻った。1947年にケルン競馬場に移転した。
この競走はドイチェスダービーの前哨戦として機能し、多くの競走馬が両競走で優勝している。最初は1875年のシュウィンドラーで、直近では2014年のシーザムーンが該当する。

## 歴代優勝馬(2000年以降)
- 2000	Network
- 2001	Sabiango
- 2002	Next Desert
- 2003	Dai Jin
- 2004	Malinas
- 2005	Königstiger
- 2006	Aspectus
- 2007	Axxos
- 2008	Liang Kay
- 2009	Wiener Walzer
- 2010	Zazou
- 2011	Arrigo
- 2012	Novellist
- 2013	Ivanhowe
- 2014	Sea The Moon
- 2015	Shimrano
- 2016	Boscaccio
- 2017	Colomano
- 2018	Weltstar
- 2019	Laccario
- 2020	Wonderful Moon
- 2021	Best Of Lips
- 2022	Sammarco
- 2023 	Straight
- 2024	Narrativo
- 2025   Zuckerhut